# Moussa Marega
Moussa Marega (* 14. April 1991 in Les Ulis, Frankreich) ist ein malischer Fußballspieler. Der Stürmer war auch malischer Nationalspieler.

## Karriere

### Verein
Marega spielte zunächst bei kleineren Vereinen in Frankreich. Im Juli 2014 holten ihn die Espérance Tunis. Zur Saison 2015/16 verpflichtete ihn der portugiesische Erstligist CS Marítimo. Am 25. Januar 2016 wechselte Marega innerhalb der Liga für 3,8 Millionen Euro zum FC Porto. Am 25. Juli 2016 wurde er an Vitória Guimarães ausgeliehen. Bis 2021 bestritt Marega für Porto fast 200 Pflichtspiele, bei denen ihm 72 Treffer gelangen. 2018 und 2020 wurde er portugiesischer Meister, im letzteren Jahr gelang auch das Double. Im Juli 2021 wechselte er zu Al-Hilal nach Saudi-Arabien, wo gleich in der ersten Saison der Gewinn der asiatischen Champions League gelang.

### Nationalmannschaft
Er debütierte am 25. März 2015 bei einer 3:4-Niederlage gegen Gabun in der A-Nationalmannschaft. Bis 2019 bestritt er 24 Länderspiele; zweimal wurde er beim Afrika-Cup eingesetzt.